# Sianne
La Sianne est une rivière française qui coule dans les départements du Puy-de-Dôme, du Cantal et de la Haute-Loire. C'est un affluent de l'Alagnon en rive gauche, donc un sous-affluent de la Loire par l'Alagnon et l'Allier.

## Géographie
La Sianne prend sa source dans les monts du Cézallier près du mont Chamaroux, au lieu-dit « Le Buron de Tioulouse Haut » (1 484 mètres), sur le territoire de la commune de d'Anzat-le-Luguet. Son orientation générale va d'ouest en est. Elle se jette dans l'Alagnon en rive gauche sur le territoire de Blesle.

## Communes traversées
Elle coule dans les communes suivantes :
- Anzat-le-Luguet (Puy-de-Dôme)
- Vèze (Cantal)
- Molèdes (Cantal)
- Allanche (Cantal)
- Auriac-l'Église (Cantal)
- Blesle (Haute-Loire)

## Affluents
| - Ruisseau de Fontpourrie - Ruisseau de la fontaine St-Martin - Ruisseau de Chabasses et de Mege - Ruisseau de la meule - Ruisseau de Conche - Ruisseau du Bois | - Ruisseau de Charbonniere - Ruisseau de Monguvay - Ruisseau de Fabre - Ruisseau de Vaureze - Ruisseau des Gouves - Ruisseau du Rouliac | - Ravin de Lapelerin - Ruisseau de l'Église - Ruisseau de la Bastide - Ruisseau de Gargaure - Ruisseau de Fraissinet - Ruisseau de Balain | - Ruisseau de Barbounet - Ruisseau du Roulier - Ruisseau le Jardinou - Ruisseau de Vazeille - Ruisseau de Ferrieres |